# La élite del poder
La élite del poder es un libro de 1956 del sociólogo C. Wright Mills, en el que llama la atención sobre los intereses entrelazados de los líderes de los elementos militares, corporativos y políticos de la sociedad y sugiere que el ciudadano en los tiempos actuales es una persona relativamente impotente, objeto de manipulación por parte de esas tres entidades.

## Trasfondo
El libro es una especie de contraparte del trabajo de Mills de 1951, Cuello blanco: La clase media americana, que examina el entonces creciente papel de los mandos intermedios en la sociedad estadounidense. Una inspiración principal para el libro fue el libro Behemoth: The Structure and Practice of National Socialism de Franz Leopold Neumann de 1942, un estudio de cómo el nazismo llegó a una posición de poder en un estado democrático débil como la Alemania de la república de Weimar. Behemoth tuvo un gran impacto en Mills. 

## Resumen

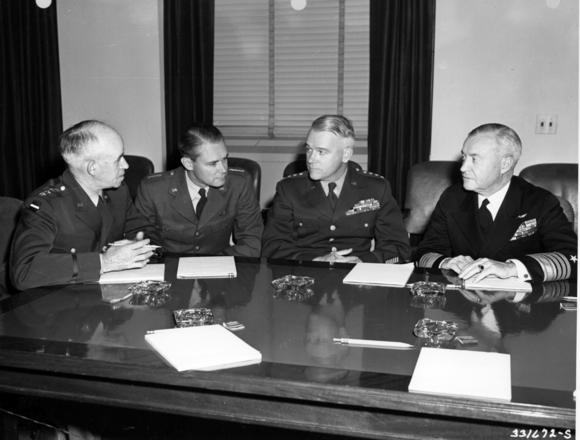
El Estado Mayor Conjunto, fotografiado en 1949, es una de las seis élites gobernantes de los EE. UU. identificadas por Mills.

Según Mills, las "élites de poder" son aquellas que ocupan unas posiciones dominantes en las tres instituciones que son los pilares de un país (seguridad interna y externa del Estado, economía y política). Sus decisiones (o la falta de ellas) tienen enormes consecuencias, no sólo para los estadounidenses sino también para "las poblaciones subyacentes del mundo". Mills postula que las instituciones que encabezan son un triunvirato de grupos que han sucedido a predecesores más débiles:
1. "doscientas o trescientas corporaciones gigantes" que han reemplazado la economía agraria y artesanal tradicional. La evolución posterior del capitalismo ha confirmado esta concentración de las actividades tecnológicas emergentes en pocas grandes multinacionales muy centralizadas.
2. un orden político federal fuerte que ha heredado el poder de "un conjunto descentralizado de varias docenas de estados" y "ahora entra en todos y cada uno de los rincones de la estructura social", y
3. el establishment militar, anteriormente objeto de "desconfianza alimentada por la milicia estatal", pero ahora una entidad con "toda la sombría eficiencia de un dominio burocrático en expansión".

Es importante destacar que, a diferencia de la teoría de la conspiración estadounidense moderna, Mills explica que la élite misma puede no ser consciente de su estatus como élite, señalando que "a menudo no están seguros de sus roles" y "sin un esfuerzo consciente, absorben la aspiración a serlo". ... Los que deciden." No obstante, los ve como una casta cuasi hereditaria. Los miembros de la élite del poder, según Mills, a menudo acceden a posiciones de prominencia social a través de educación obtenida en universidades del este como Harvard, Princeton y Yale. 
Mills identifica dos clases de alumnos de las universidades de la Ivy League: los que son iniciados en una fraternidad de alto nivel, como los clubes sociales de Porcellian o Fly Club de Harvard, y los que no. Los así iniciados, continúa Mills, reciben sus invitaciones basadándose en sus vínculos sociales establecidos por primera vez en academias preparatorias privadas de élite, donde fueron inscritos como parte de las tradiciones y conexiones familiares. De esa manera, el manto de la élite se transmite a lo largo de líneas familiares a lo largo de generaciones.

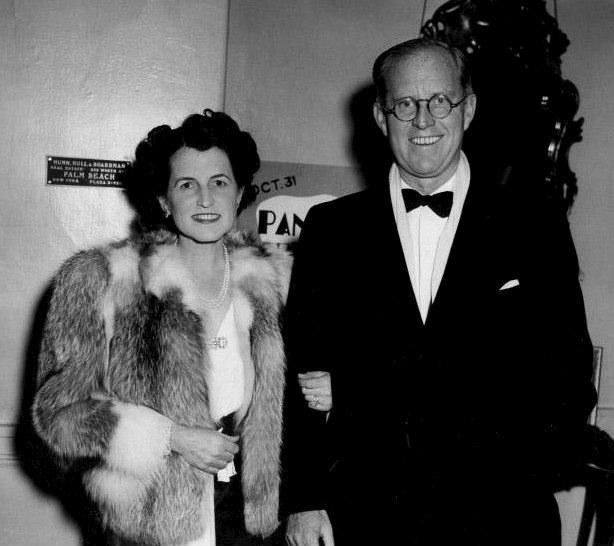
Familias históricamente destacadas, como la familia Kennedy, forman el "Metropolitan 400". Aquí se muestran Rose y Joseph Kennedy en 1940.

Según Mills, las élites que controlan los tres tipos de instituciones dominantes (militar, económica y sistema político), pueden agruparse generalmente en uno de seis tipos:
- los "Metropolitan 400": miembros de familias locales históricamente notables en las principales ciudades estadounidenses que generalmente están representadas en el Registro Social
- "Celebridades": artistas destacados y personalidades de los medios.
- los "Chief Executives": presidentes y directores generales de las empresas más importantes de cada sector industrial
- los "ricos corporativos": los principales terratenientes y accionistas corporativos
- los "señores de la guerra": oficiales militares de alto rango, sobre todo el Estado Mayor Conjunto
- la "Dirección Política": "cincuenta y tantos hombres del poder ejecutivo" del gobierno federal de los Estados Unidos, incluidos los altos dirigentes de la Oficina Ejecutiva del Presidente, que a veces provienen de funcionarios electos de los partidos Demócrata y Republicano, pero que son burócratas gubernamentales generalmente profesionales

Mills formuló así un resumen muy breve de su libro: "¿Quién dirige Estados Unidos, en definitiva? Pues nadie lo dirige por completo, sino, en la medida en que lo hace cualquier grupo, la élite del poder". 

## Recepción y crítica
Al comentar el libro, Arthur M. Schlesinger, Jr. dijo burlonamente: "Espero con ansia el momento en que el Sr. Mills devuelva su túnica de profeta y se dedique a ser sociólogo nuevamente".  Adolf Berle señaló que el libro contenía "un incómodo grado de verdad", pero Mills presentaba "una caricatura enojada, no una imagen seria".  Dennis Wrong describió el libro como "una mezcla desigual de periodismo, sociología e indignación moral".  Una reseña del libro en la Louisiana Law Review lamentó que "el peligro práctico de la interpretación pesimista de la situación actual por parte del Sr. Mills es que sus lectores se concentrarán en responder a sus afirmaciones perjudiciales en lugar de reflexionar sobre los resultados de su investigación realmente formidable".  La consideración del libro años después se ha vuelto moderadamente más favorable. En 2006, G. William Domhoff escribió: "Mills se aprecia incluso mejor que hace 50 años".  El biógrafo de Mills, John Summers, opina que el valor histórico de ese libro "parece asegurado". 

## En la cultura popular
En 2017, el episodio 5 de la serie de televisión de Netflix Mindhunter contiene una escena en la que uno de los personajes principales, una estudiante de doctorado en sociología Deborah "Debbie" Mitford, escribe un artículo sobre el libro.
En la película de Noah Baumbach Mientras seamos jóvenes, el protagonista Josh Schrebnick es un documentalista que cita a Mills, y con frecuencia cita el tema de su documental, con las opiniones de Ira Mandelstam en relación con el libro. 

## Otras lecturas
- Crockett, Norman L. ed. La élite del poder en Estados Unidos (1970), extractos de expertos en línea gratis

- Datos: Q1456546